# Liste der Monuments historiques in Médan
Die Liste der Monuments historiques in Médan führt die Monuments historiques in der französischen Gemeinde Médan auf.

## Liste der Bauwerke
| Bezeichnung             | Beschreibung | Standort                               | Kennzeichnung | Schutzstatus | Datum | Bild |
| ----------------------- | ------------ | -------------------------------------- | ------------- | ------------ | ----- | ---- |
| Schloss                 |              | Rue Pierre-Curie (Lage)                | PA00087532    | Inscrit      | 1979  |      |
| Kreuz                   |              | (Lage)                                 | PA00087533    | Inscrit      | 1977  |      |
| Kirche St-Germain       |              | (Lage)                                 | PA00087533    | Inscrit      | 1977  |      |
| Plage Villennes         |              | (Lage)                                 | PA78000026    | Inscrit      | 2009  |      |
| Wohnhaus von Émile Zola |              | Les Grands Prés 26, rue Pasteur (Lage) | PA00087534    | Inscrit      | 1983  |      |

## Liste der Objekte

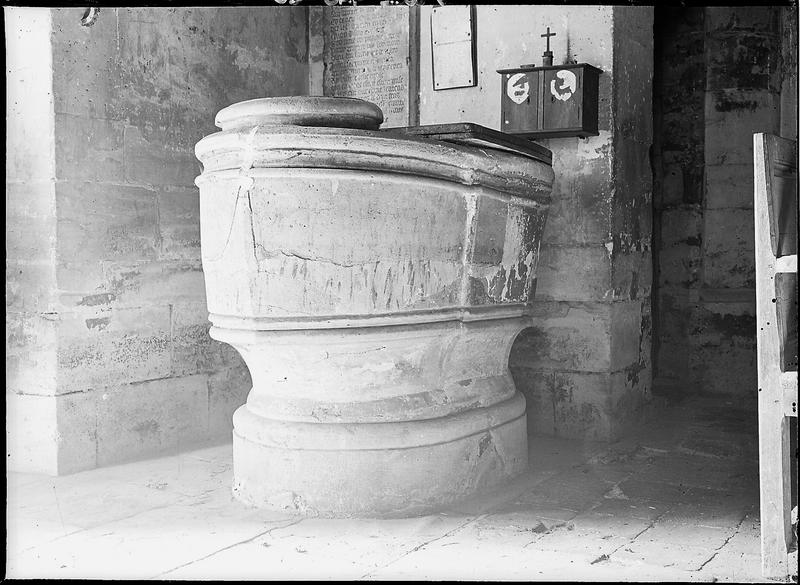
Taufbecken in der Kirche St-Germain

- Monuments historiques (Objekte) in Médan in der Base Palissy des französischen Kultusministeriums